# Collegio elettorale di Milano IV (Regno di Sardegna)
Il collegio elettorale di Milano IV è stato un circoscrizione elettorale uninominale del Regno di Sardegna, uno dei 30 collegi della provincia di Milano. Fu istituito con la legge 20 novembre 1859, n. 3778.

## Cronologia
Nel collegio si svolsero votazioni per una sola legislatura.

## Dati elettorali

### VII legislatura
Le votazioni si svolsero in 387 collegi uninominali a doppio turno. Come previsto dalla legge elettorale del 20 novembre 1859, era eletto al primo turno il candidato che «riunisce in suo favore più del terzo dei voti del total numero dei membri componenti il collegio e più della metà dei suffragi dati dai votanti presenti all'adunanza» (art. 91). Se nessun candidato era eletto, al ballottaggio tra i due candidati con più voti era eletto chi otteneva il maggior numero di voti (art. 92) o, in caso di ugual numero di voti, il maggiore d'età (art. 93).
| Partito                            | Partito                            | Candidato                          | Risultati 25 marzo 1860 | Risultati 25 marzo 1860 |
| Partito                            | Partito                            | Candidato                          | Voti                    | %                       |
| ---------------------------------- | ---------------------------------- | ---------------------------------- | ----------------------- | ----------------------- |
|                                    | —                                  | Luigi Carlo Farini                 | 326                     | 58,95                   |
|                                    | —                                  | Giuseppe Ferrari                   | 183                     | 33,09                   |
|                                    | —                                  | Voti dispersi                      | 44                      | 7,96                    |
|                                    |                                    |                                    |                         |                         |
| Iscritti                           | Iscritti                           | Iscritti                           | 722                     | 100,00                  |
| ↳ Votanti (% su iscritti)          | ↳ Votanti (% su iscritti)          | ↳ Votanti (% su iscritti)          | 562                     | 77,84                   |
| ↳ Voti validi (% su votanti)       | ↳ Voti validi (% su votanti)       | ↳ Voti validi (% su votanti)       | 553                     | 98,40                   |
| ↳ Schede non valide (% su votanti) | ↳ Schede non valide (% su votanti) | ↳ Schede non valide (% su votanti) | 9                       | 1,60                    |
| ↳ Astenuti (% su iscritti)         | ↳ Astenuti (% su iscritti)         | ↳ Astenuti (% su iscritti)         | 160                     | 22,16                   |

Il deputato Farini optò per il collegio di Cigliano il 13 aprile. Il collegio fu riconvocato.
| Partito                            | Partito                            | Candidato                          | Primo turno 6 maggio 1860 | Primo turno 6 maggio 1860 | Ballottaggio 10 maggio 1860 | Ballottaggio 10 maggio 1860 |
| Partito                            | Partito                            | Candidato                          | Voti                      | %                         | Voti                        | %                           |
| ---------------------------------- | ---------------------------------- | ---------------------------------- | ------------------------- | ------------------------- | --------------------------- | --------------------------- |
|                                    | —                                  | Agostino Depretis                  | 235                       | 53,78                     | 237                         | 52,09                       |
|                                    | —                                  | Paolo di Belgioioso                | 202                       | 46,22                     | 218                         | 47,91                       |
|                                    |                                    |                                    |                           |                           |                             |                             |
| Iscritti                           | Iscritti                           | Iscritti                           | 722                       | 100,00                    | 722                         | 100,00                      |
| ↳ Votanti (% su iscritti)          | ↳ Votanti (% su iscritti)          | ↳ Votanti (% su iscritti)          | 446                       | 61,77                     | 458                         | 63,43                       |
| ↳ Voti validi (% su votanti)       | ↳ Voti validi (% su votanti)       | ↳ Voti validi (% su votanti)       | 437                       | 97,98                     | 455                         | 99,34                       |
| ↳ Schede non valide (% su votanti) | ↳ Schede non valide (% su votanti) | ↳ Schede non valide (% su votanti) | 9                         | 2,02                      | 3                           | 0,66                        |
| ↳ Astenuti (% su iscritti)         | ↳ Astenuti (% su iscritti)         | ↳ Astenuti (% su iscritti)         | 276                       | 38,23                     | 264                         | 36,57                       |

Il deputato Depretis optò il 25 maggio per il collegio di Stradella e il collegio fu riconvocato.
| Partito                            | Partito                            | Candidato                          | Primo turno 1º luglio 1860 | Primo turno 1º luglio 1860 | Ballottaggio 5 luglio 1860 | Ballottaggio 5 luglio 1860 |
| Partito                            | Partito                            | Candidato                          | Voti                       | %                          | Voti                       | %                          |
| ---------------------------------- | ---------------------------------- | ---------------------------------- | -------------------------- | -------------------------- | -------------------------- | -------------------------- |
|                                    | —                                  | Giuseppe Garibaldi                 | 158                        | 87,78                      | 239                        | 97,55                      |
|                                    | —                                  | Paolo di Belgioioso                | 22                         | 12,22                      | 6                          | 2,45                       |
|                                    |                                    |                                    |                            |                            |                            |                            |
| Iscritti                           | Iscritti                           | Iscritti                           | 722                        | 100,00                     | 722                        | 100,00                     |
| ↳ Votanti (% su iscritti)          | ↳ Votanti (% su iscritti)          | ↳ Votanti (% su iscritti)          | 184                        | 25,48                      | 246                        | 34,07                      |
| ↳ Voti validi (% su votanti)       | ↳ Voti validi (% su votanti)       | ↳ Voti validi (% su votanti)       | 180                        | 97,83                      | 245                        | 99,59                      |
| ↳ Schede non valide (% su votanti) | ↳ Schede non valide (% su votanti) | ↳ Schede non valide (% su votanti) | 4                          | 2,17                       | 1                          | 0,41                       |
| ↳ Astenuti (% su iscritti)         | ↳ Astenuti (% su iscritti)         | ↳ Astenuti (% su iscritti)         | 538                        | 74,52                      | 476                        | 65,93                      |

Il deputato Garibaldi per sorteggio fu deputato del collegio di Corniglio 13 ottobre e il collegio non fu riconvocato.